# 嵇喜
嵇喜（？—？），字公穆，谯国铚县人（今安徽省濉溪市），西晋官员。生平事迹记载并不详细，但因其是曹魏思想家嵇康的兄长，与嵇康有过诗文赠答往来，所以在研究嵇康思想的过程中受到关注。

## 生平
曹魏治书侍御史嵇昭之子，竹林七贤之一的嵇康兄长，母亲为孙氏。曹魏时被举为秀才，后为成为当时执政的司马氏的幕僚，在咸熙二年（265年）时担任过卫将军司马攸的司马。晋朝建立后，先后担任过江夏太守、徐州刺史、扬州刺史、太仆、宗正，被评价为“有当世才”。
泰始十年（274年），嵇喜在担任江夏太守期间，曾经击退过东吴将领孙遵、李承的进攻。太康三年（282年），在担任徐州刺史期间平定了吴国故将莞恭、帛奉的叛乱。后出任扬州刺史，在任期间举荐了会稽贺循。
著有《嵇喜集》一卷，已佚，现存《嵇康别传》及《答赠秀才诗》四首。
其子嵇蕃在西晋担任太子舍人。嵇蕃之子为嵇含。

## 时代背景
嵇喜活跃于曹魏末年及西晋初年，经历了从司马氏篡魏到三分归晋的政治转变。
曹魏末年，司马氏为了巩固篡夺曹魏江山的成果，与奋起反抗的曹魏势力发生多次冲突，许多知识分子卷入其中丧命。时代和人心在经历了巨大的动荡之后，各种思想与价值观应运而生相互冲突，传统儒家宣扬的忠孝观的统治地位受到了动摇。一部分知识分子开始反思财富地位与个人价值之间的关系，服务国家忠于君主不再成为士人唯一的追求目标。许多人或出于对险恶政治环境的恐惧，或因为对篡逆者的排斥，不愿出仕做官而选择隐居在家。然而在在改朝换代的乱局中，为积极寻找出人头地与改变命运的机会而积极投入政治斗争之中的人仍占据主流。出世与入世两种价值观在当时世人的思想中博弈。
为提高自身的威信与声望，为禅代树立正面形象，司马氏大量笼络朝廷中、社会上的名士以为己用，对于不愿合作的士人则动用强硬手段威逼就范，对无法拉拢的甚至加以杀戮。嵇喜的弟弟嵇康是当时的最有影响力的名士之一，正是因为不愿接受当时权臣司马昭的笼络征招而被杀害。而嵇喜却积极为司马氏效力，获得重用，在西晋建立后接连担任显要官职。到了东晋时期，受魏晋风度的影响，清谈无为的价值观盛行。嵇康在士人心目中的地位极速上升，他的高蹈出世得到颂扬，而嵇喜的积极入世被视作谋求富贵受到贬低。兄弟二人间的矛盾便是整个时代出世入世思想碰撞的一个缩影。

## 长兄疑云
嵇康的父亲去世早，由兄长与母亲抚养长大，因此对于这位兄长有着极深的感情，常常母兄并举，亦在《思亲诗》《答二郭诗》等作品中表达出对于他的敬爱之情。然而这位兄长在历史上没有任何记载，也未留下姓名，而嵇喜是嵇康在历史上唯一有明文记载的兄长，因此对于此二人是否为同一人曾经出现过混淆。
普遍观点认为这位兄长并非嵇喜，而是另有其人。根据嵇康的自述，这位兄长早在景元二年（262年）以前就先于嵇康去世了，而嵇喜在嵇康死后至西晋初年都有明确可靠的活动记载，所以可以确信嵇家兄弟至少为三人，嵇喜排行第二。且按照时间与事迹推算，这位兄长当在嵇康出生时已然成年，而嵇喜的活动时代与嵇康相似，故有推测认为嵇喜与嵇康年龄相差不大，嵇喜对嵇康不存在抚养关系。

## 依附司马
在咸熙二年（265年），时任相国的权臣司马昭去世，其子司马攸痛哭绝食。司马攸是司马昭的次子，之前继给兄长司马师作为后嗣，并继承了其舞阳侯的爵位与卫将军的官职。因深得司马昭的宠爱，司马昭曾产生过让他取代司马炎继承自己后嗣的想法，因此有观点认为司马攸是恐惧司马炎的报复，而忧惧绝食。当时担任其司马的嵇喜谏言劝止：
毁不灭性，圣人之教。且大王地即密亲，任惟元辅。匹夫犹惜其命，以为祖宗，况荷天下之大业，辅帝室之重任，而可尽无极之哀，与颜闵争孝！不可令贤人笑，愚人幸也。
并且亲自喂他进食。司马攸不得已为之勉强进食。这件事给司马攸留下了深刻印象，嵇喜走后，他对左右说：“嵇司马将令我不忘居丧之节，得存区区之身耳。”
司马本是幕府高级幕僚，这一事件既反映出嵇喜对司马氏的积极作为，又反映出其与司马氏之间有着长期且深入的交流。再加上嵇喜曾担任过的宗正一职地位特殊，一般都是由皇族、外戚或极其受到信任的大臣来担任，再次表明出他与司马氏非同寻常的关系。这样的关系再结合其弟嵇康被司马氏杀害的事实，令他们兄弟之间的关系显得扑朔迷离。

## 骨肉歧路
《嵇康集》录有嵇康《赠兄喜秀才入军诗》十九首，又录有嵇喜《答赠秀才诗》四首，二人之间曾作诗歌赠答往来，就志向与出处上进行过思想交流。两人在诗中表达了截然相反的价值取向。嵇康崇尚自然平淡的生活，以富贵俗务为罗网陷阱，对神仙流露出向往之情；嵇喜则认为神仙是不存在的，人应当随时势改变行事方式，在适当的时候积极入世，不可固执地坚持单一行为准则。二者在立场上有着不可调和的矛盾。
不同的价值观导致了不同的人生选择，嵇康选择了隐居不仕，而嵇喜则投身于社会，成为了主流社会的一份子。这使得他遭到了许多当时与嵇康志趣相同的名士的轻视，文献中记载了这样两件佚事：
竹林七贤之一的阮籍的母亲去世了，嵇喜前去吊唁。阮籍轻视嵇喜，便用“白眼”看他。嵇喜回来后告诉嵇康，嵇康提着酒抱着琴前去吊唁。阮籍很高兴，对嵇康示以青眼。
嵇康的朋友吕安来拜访嵇康，正遇上嵇康不在家，嵇喜出门迎接他。吕安不看重嵇喜，只在门上题了一个“鳳”字便走了。嵇喜以为是在夸赞自己，而没发现凤字拆开是“凡鸟”，对方是在取笑他。
事件本身的真实性存在着疑点，然而传闻的存在本身说明了当时的人对于嵇康和嵇喜的褒贬评价。然而嵇康本人对嵇喜抱有什么样的感情在学界存在着争议。有观点认为他们兄弟二人因志趣不同所以关系冷淡，嵇康对于兄长追名逐利的行为感到失望。这从嵇康任由朋友耻笑兄长而不加阻止可以看出。并且指出嵇康临终之时将儿子嵇绍托付给好友山涛而非兄长嵇喜，这说明他对自己亲兄弟嵇喜的信任还不如作为好友的山涛。但是另有观点认为，嵇康和嵇喜之间虽无志同道合的同志之谊，也无亦父亦兄的依恋之情，但是却仍然有着兄弟手足的同胞之情。他在嵇康临刑前，携琴到刑场，协助嵇康完成了刑场绝响，在嵇康死后他为嵇康立传扬名，嵇康在《赠兄喜秀才入军诗》中也表达出对兄长的深厚情谊。

## 后世评价
- 陈祚明评《答赠秀才诗》四首[33]：

其一：将为用事之言，首章翻作此语，转宕得宜。
其二：“纵躯”，句意异语苍。
其三：各自道其怀来，不畏叔夜闻而攒眉，语亦条畅古朴
其四：“青林”二句，“华木”二句，微有俊致，公穆用世人，强作高语，其情不深。
- 胡应麟：嵇喜，叔夜之兄，吕安所为题凤，阮籍因之白眼者，疑其不识一丁，及读喜诗，有《答叔夜》四章四言，殆相伯仲。五言“列仙狥生命，松乔安足齿，纵躯任度世，至人不私己。”其识趣非碌碌者，或韵度不蛑厥弟，然以凡鸟流俗遇之，亦少冤矣。[33]

### 古代文献
- 《晋书》，唐朝房玄龄等撰
- 《世说新语》，南朝宋刘义庆，南朝梁刘孝标注
- 《三国志》，西晋陈寿著，南朝宋裴松之注

### 近现代资料
- 《嵇康集校注》1962年，人民文学出版社，戴明扬
- 《嵇康评传》，2006年，南京大学出版社，童强，ISBN 7-305-04558-6
- 《嵇康研究及年谱》，民国79年，台湾学生书局，庄万寿，ISBN 957-15-0161-1
- 《中国思想通史》，侯外庐
- 《魏晋玄学史》，2004年，北京大学出版社，余敦康，ISBN 7-301-05638-9
- 《沈玉成文存》2006年. 中华书局, 沈玉存，ISBN 9787101051759
- 《百家讲坛——竹林七贤》，2010年，中国青年出版社，刘强，ISBN 9787500683575
- 《嵇康兄弟之谜与兄弟关系考辨》刘志伟，西北师大学报(社会科学版) ，1995年01期
- 《论嵇康与嵇喜的赠答送别组诗》，叶当前，贵州文史丛刊，2010年02期
- 《魏晋隐逸文化与嵇康之死》，张骏翚，四川师范大学学报(社会科学版)，2003年05期